# Cañón de los Dardanelos

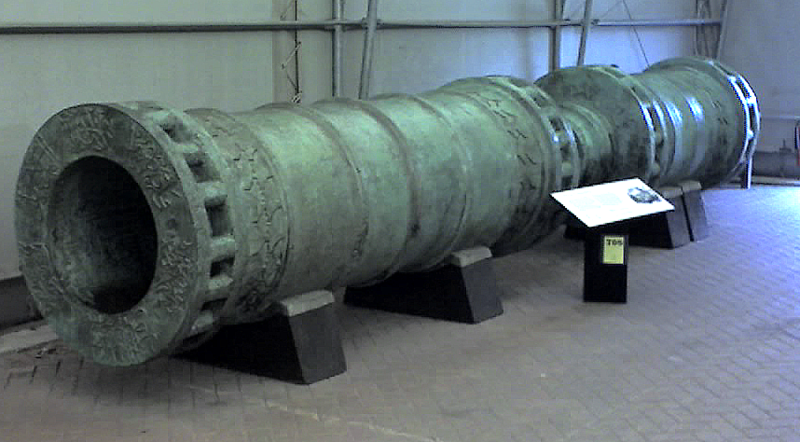
El Cañón de los Dardanelos, empleado por los turcos en Constantinopla.

El Cañón de los Dardanelos o la Gran Bombarda Turca (Şahi topu, o Şahi en turco) es un cañón de asedio del siglo XV, específicamente una bombarda de gran tamaño, empleada en la Operación de los Dardanelos en 1807.

## Historia
El Cañón de los Dardanelos fue fundido en bronce en 1464 por Munir Alí en la ciudad de Adrianópolis, tiene un peso de 16,8 a 18 toneladas y una longitud de 518 centímetros, siendo capaz de disparar balas de piedra de hasta 630 mm de diámetro. La recámara y su caña se unían mediante un mecanismo de tornillo, lo cual facilita el transporte del voluminoso cañón. Medía 8 metros de largo en dos piezas de bronce unidas entre sí, el espesor del bronce era de unos 20 centímetros, y su circunferencia de 80 centímetros en la recámara, y 280 centímetros en la caña, por donde se introducían los proyectiles esféricos de granito que pesaban entre 680 y 850 kilogramos. Su precisión era muy baja, ya que su proyectil podía caer en cualquier lugar en un radio de 1.600 metros. Su dotación de 200 hombres apenas podían hacer 7 u 8 disparos al día, ya que se tardaba 3 horas en recargarlo.
Las bombardas de gran tamaño habían sido empleadas en los asedios en Europa occidental desde principios del siglo XV, siendo introducidas en el ejército otomano en 1453 por el fundidor de cañones húngaro Orbán durante el asedio de Constantinopla. Se asume que la pieza diseñada por Alí siguió el patrón de estos cañones.
Junto a una serie de otros cañones enormes, el Cañón de los Dardanelos aún estaba presente para servicio activo más de 340 años después en 1807, cuando una fuerza de la Royal Navy apareció y comenzó la Operación de los Dardanelos. Las fuerzas turcas cargaron las antiguas piezas con pólvora y proyectiles, y luego dispararon contra los barcos ingleses. La escuadra británica sufrió 28 muertos por este bombardeo.
En 1866, con ocasión de una visita oficial, el sultán Abdülaziz I dio el Cañón de los Dardanelos a la reina Victoria como un regalo. El cañón se convirtió en una parte de la colección de la Real Armería y se mostraba a los visitantes en la Torre de Londres y luego fue transportado a Fort Nelson en Portsmouth.